# Chauliodus sloani
Chauliodus sloani – gatunek morskiej promieniopłetwej ryby głębinowej z rodziny wężorowatych (Stomiidae), zamieszkującej subtropikalne, tropikalne i umiarkowane wody wszystkich wszechoceanu, żyjącej na głębokościach 200 – 4700 m, zwykle 500 – 1000 m. Ciało ryby jest silnie wydłużone, głowa jest duża, pysk szeroki, zęby długie, zakrzywione, przezroczyste. Pierwszy promień odgrywa rolę wabika: leży tuż za głową płetwy grzbietowej, jest bardzo długi i łukowato zagięty do przodu. Funkcję wabika pełnią również fotofory położone przy otworze gębowym oraz ciągnące się w rzędach po bokach ciała.